# Japansk teceremoni

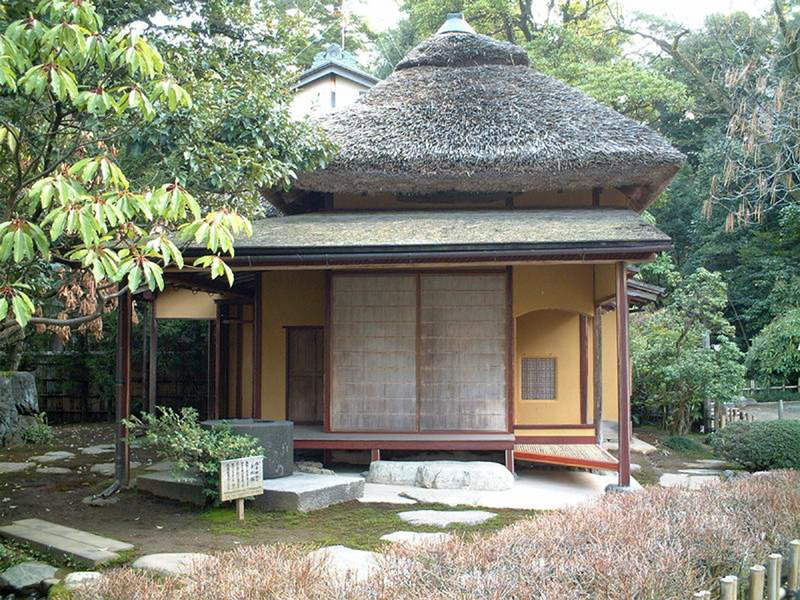
Ett tehus i parken Kenrokuen i Kanazawa, Ishikawa

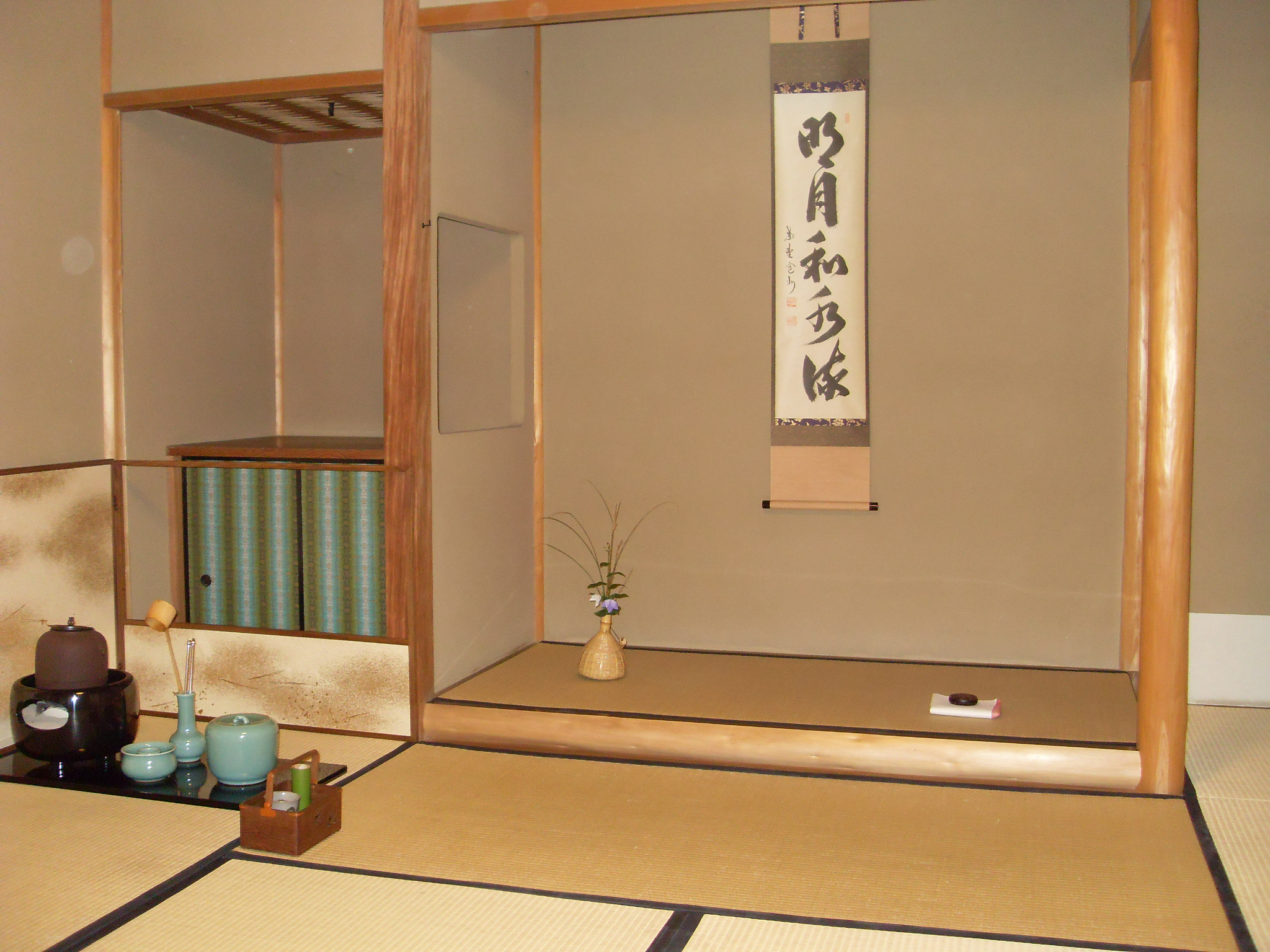
Tehus med kalligrafi på altaret och en ikebana, den traditionella japanska konsten att arrangera blommor.

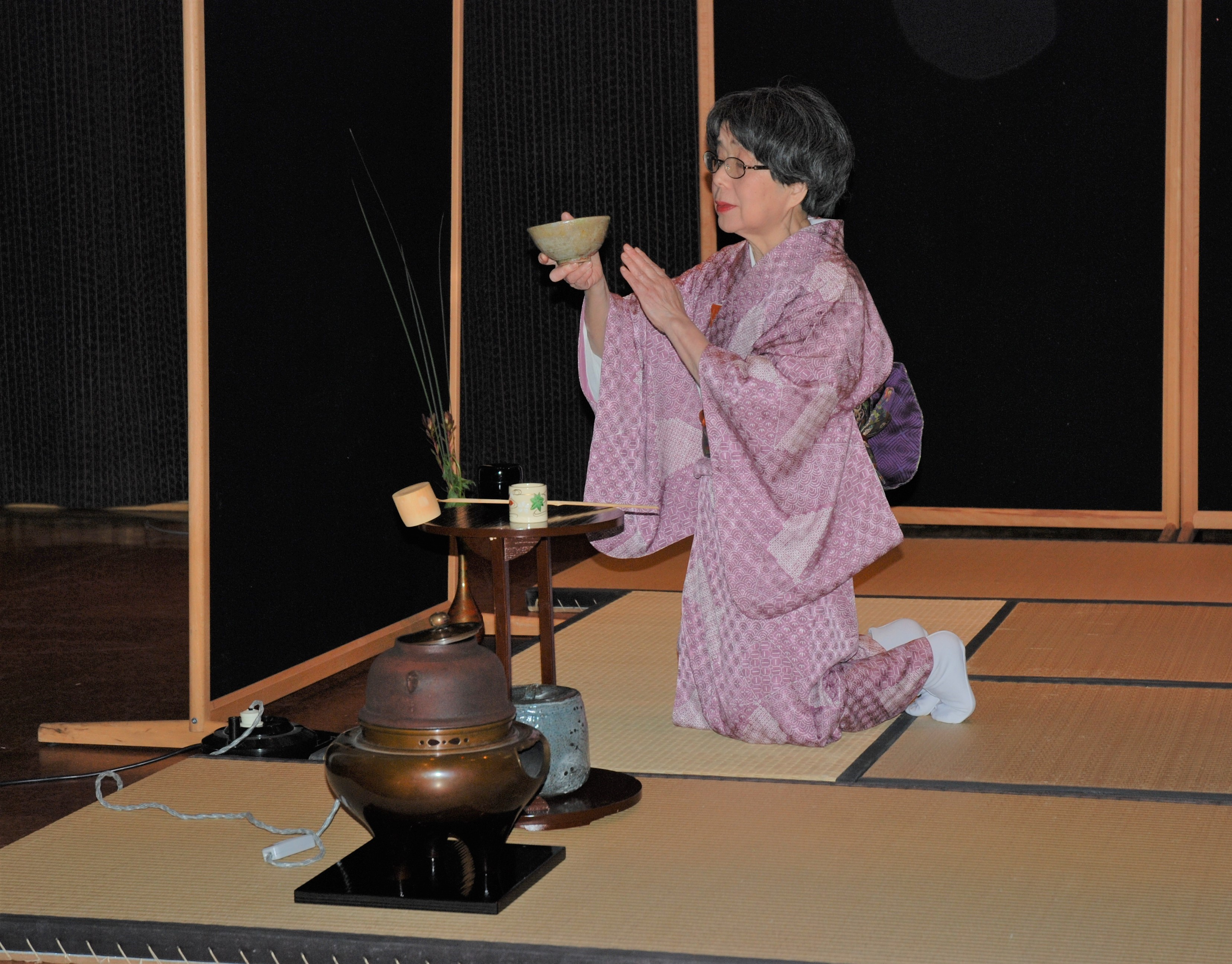
Eiko Duke-Soei utför japansk teceremoni i Etnografiska museet, 2007

Japansk teceremoni (japanska: 茶の湯, cha-no-yu) är ett till konstform förfinat sätt att dricka te på i Japan.

## Historik
Te kom till Japan från Kina på 900-talet, och på 1200-talet hade det gröna pulvret som man använder i teceremonin, matcha (抹茶), blivit populärt. I den form den japanska teceremonin praktiseras idag, är den dock en skapelse av Sen no Rikyu (1522-1591). 

## Beskrivning
Japansk teceremoni är en lugn och stilla stund kombinerat med tedrickande, som syftar till att uppleva inre frid och stillhet. Teceremoni karakteriseras av samma återhållsamhet och förfining som många andra traditionella japanska konstarter. Det finns en värd som tar emot gästerna. Kring tehuset finns oftast en teträdgård anlagd. När gästerna anländer går de på en stig genom trädgården fram till det lilla tehuset. Denna promenad i teträdgården har syftet att lugna sinnena. Gästerna tvättar sig vid fontänen i trädgården. Ingången till tehuset är oftast låg, för att gästerna ska träda in med huvudet böjt och ödmjukt, och lägga bort all världslig oro, och träda in i en stillhetens oas. Det talas inte mycket under ceremonin. Det utväxlas hälsningsord, sedan tar gästerna plats på tatamimattan på golvet. Alla rörelser och gester är ceremoniösa och reglerade. Gästerna sitter och betraktar teceremonimästaren medan han eller hon tillagar teet. De betraktar blommorna och de bilder som har lagts fram på altaret. Alla objekt som används skall förmedla principen om sabi och wabi: enkelhet, ursprunglighet och elegans, tingens inre ljus. Det råder stillhet och lugn och tystnad under teceremonin. Eventuellt bjuds det sötsaker. Teceremoni kan kombineras med olika evenemang, exempelvis att fira nyår, betrakta nymånen eller beskåda de första körsbärsblommorna.

## I Sverige
En pionjär att introducera konstformen i Sverige var Ida Trotzig, som efter 30 år i Kobe återvände till Sverige och blev anställd av tefirman James Lundgren & Co år 1921. Hon hade studerat japansk konst, filosofi, blomsterarrangemang och chadō (茶道), "teets väg". Trotzig var examinerad temästare och hade 1911 givit ut en bok i ämnet med förord av Sven Hedin.
Trotzig blev en aktiv förespråkare för tedrickning i artiklar och föredrag i skolor och föreningar. Hon var också en drivande kraft bakom tehuset Zui ki tei, som uppfördes 1935 vid Etnografiska museet, Stockholm.

## Bildgalleri

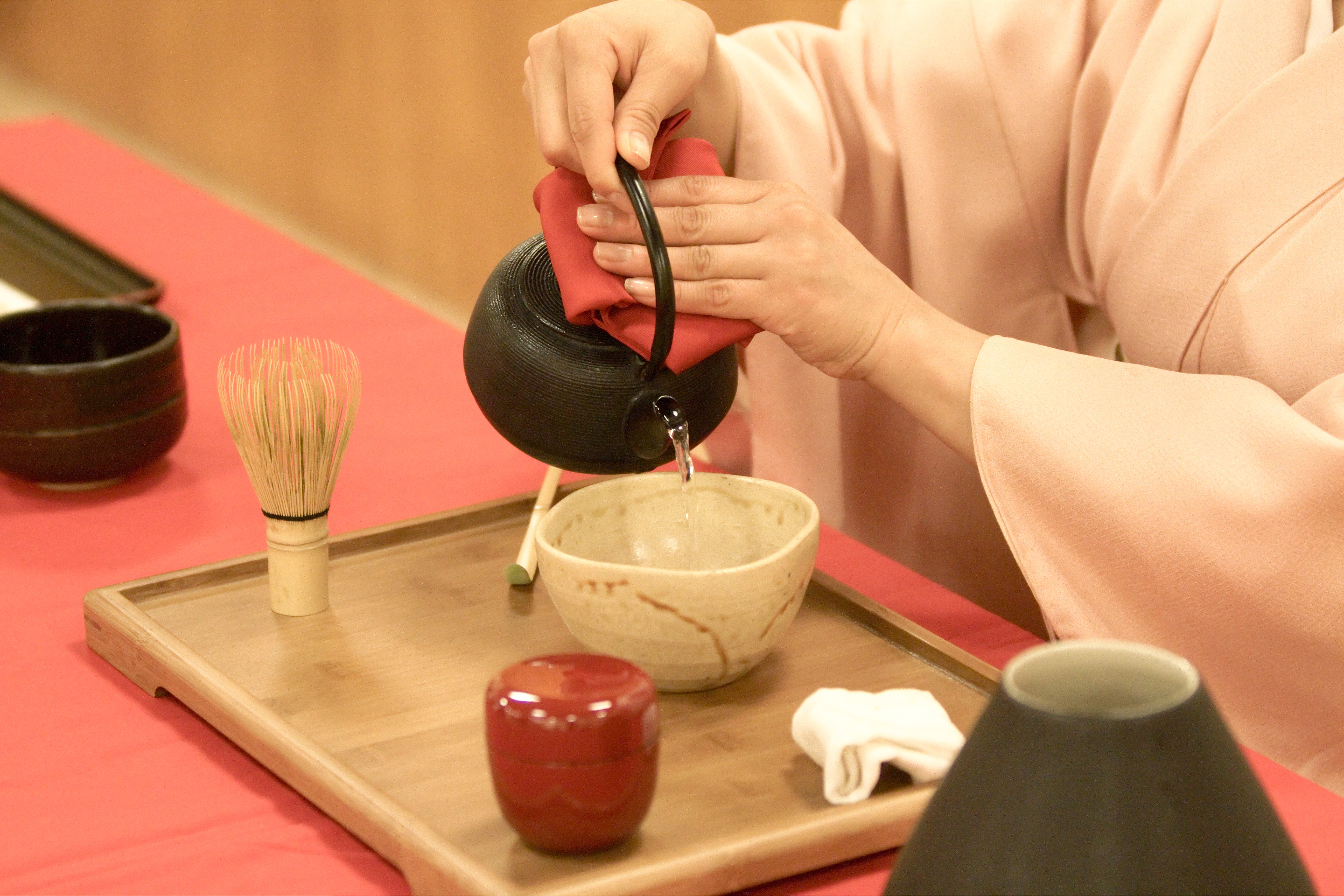
Te serveras.
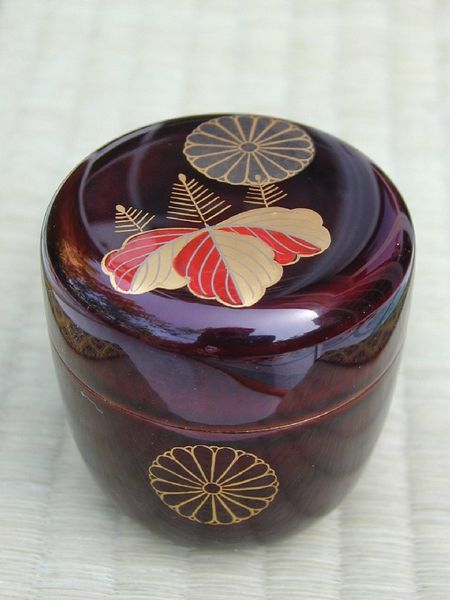
Teburk använd inom japansk te-ceremoni.
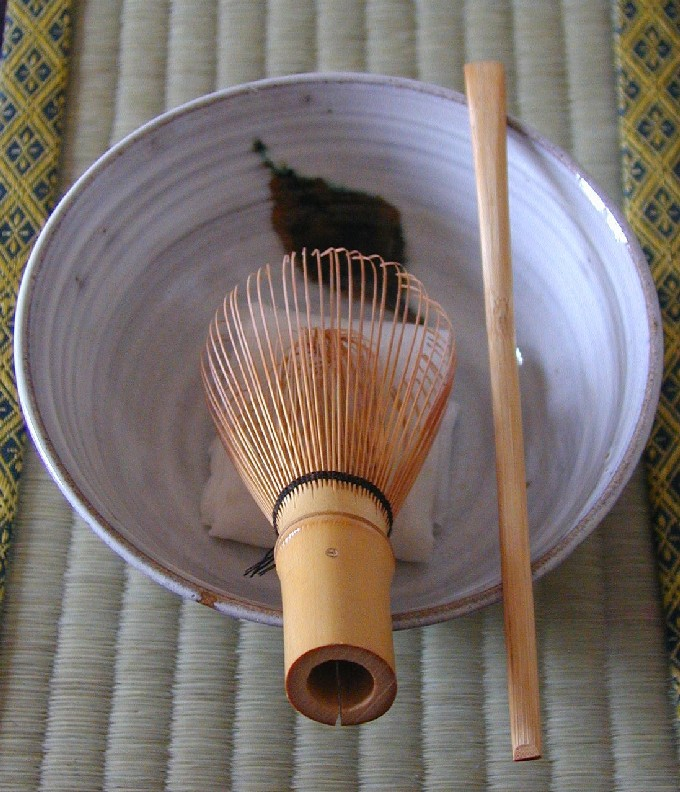
Bambuvisp att vispa upp tepulver.
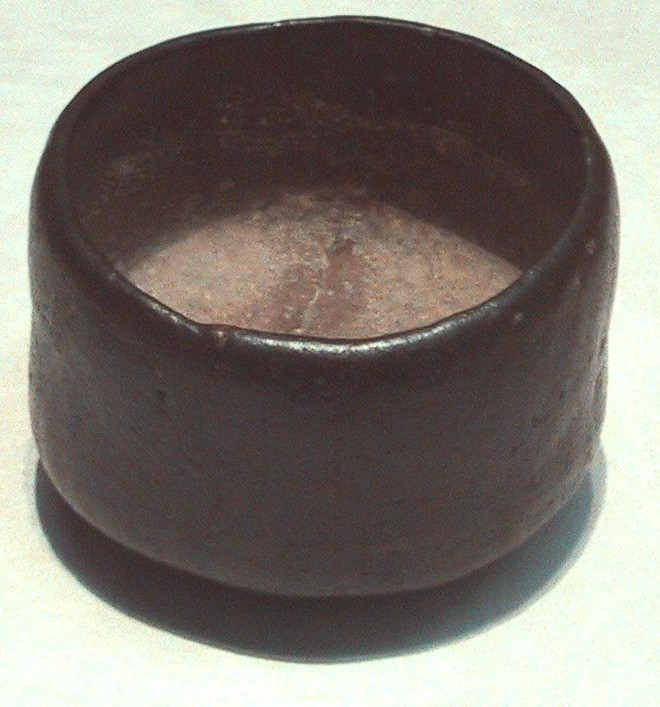
Tekopp från 1600-talet, enkelt utformad med avsikt.
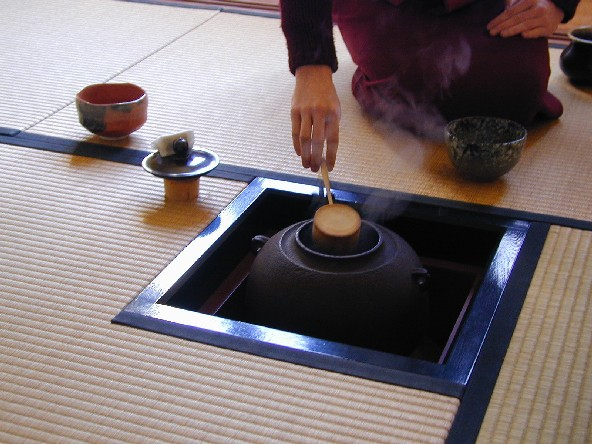
Eldstaden.
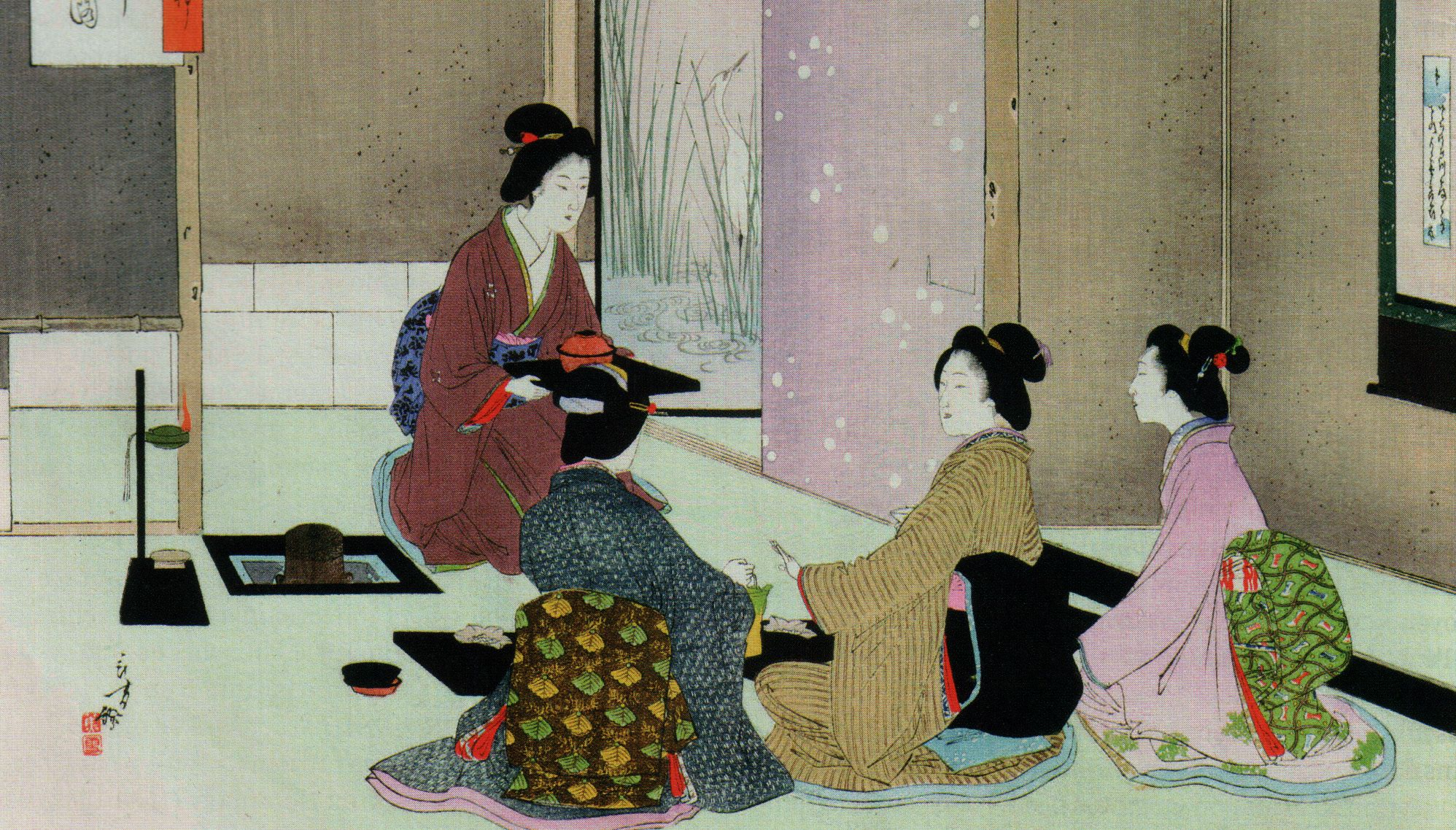
Gammal japansk målning föreställade teceremoni.
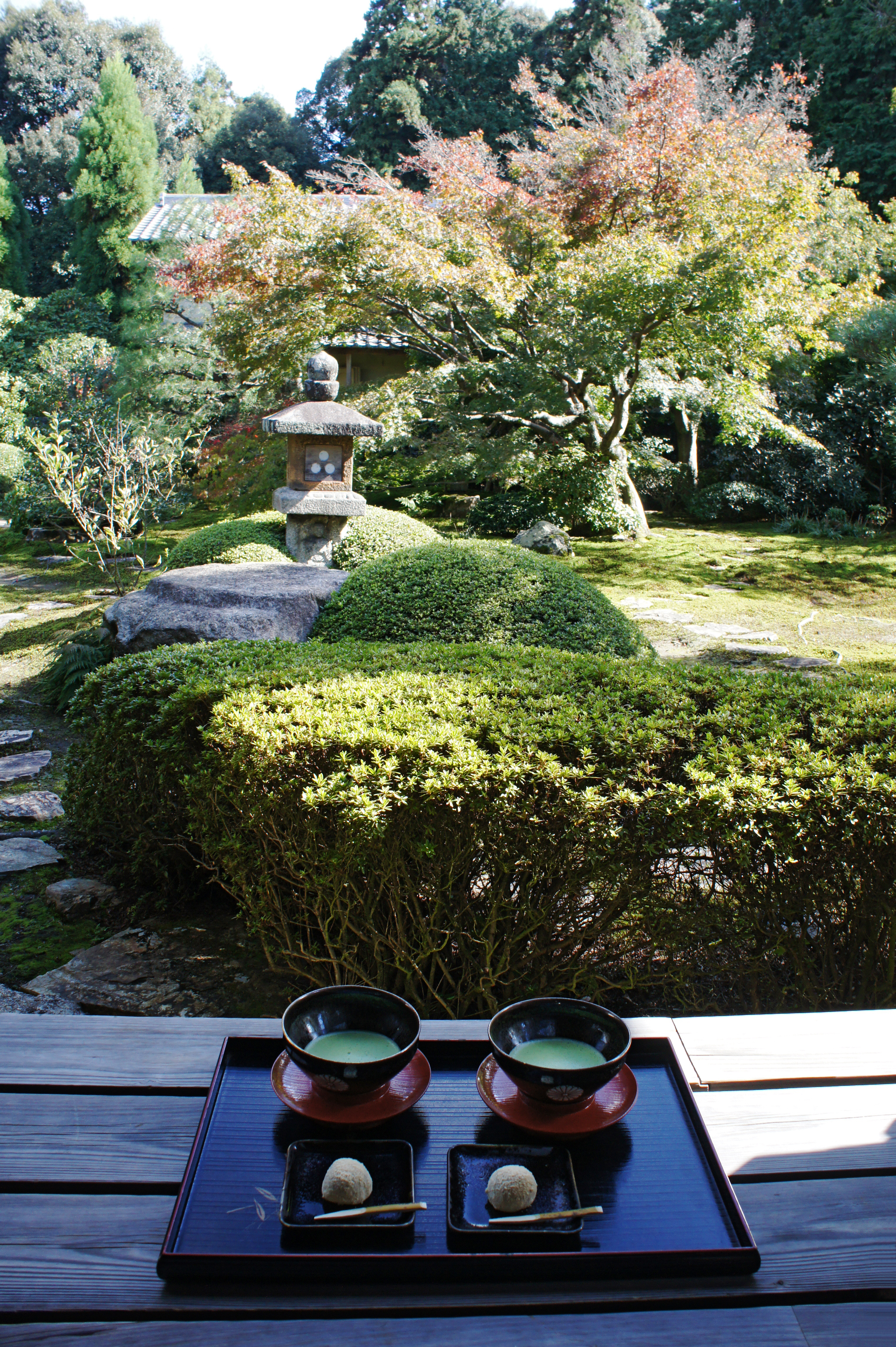
Utsikt från tehus.
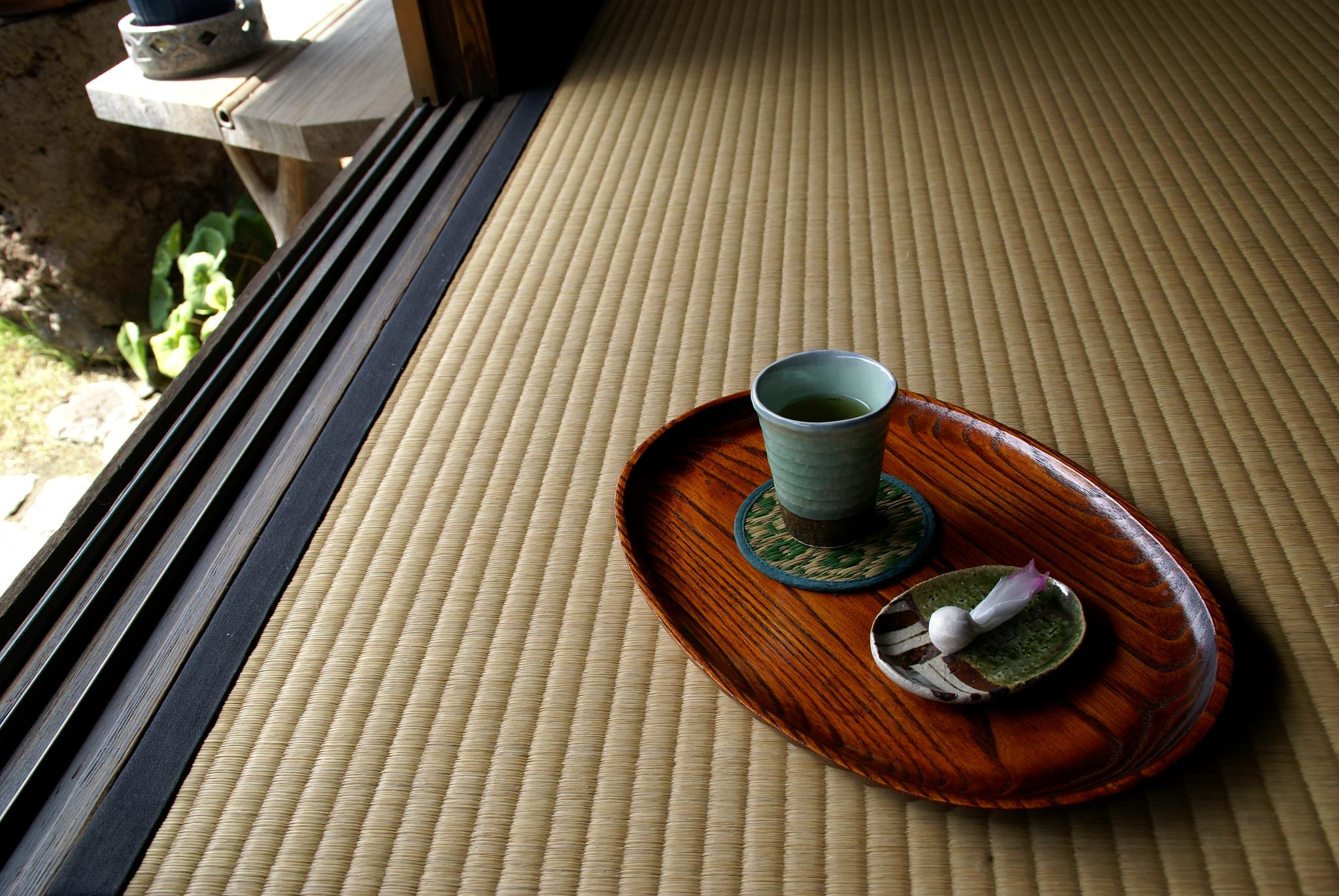
Man kan även fira teceremoni ensam eller på tu man hand.
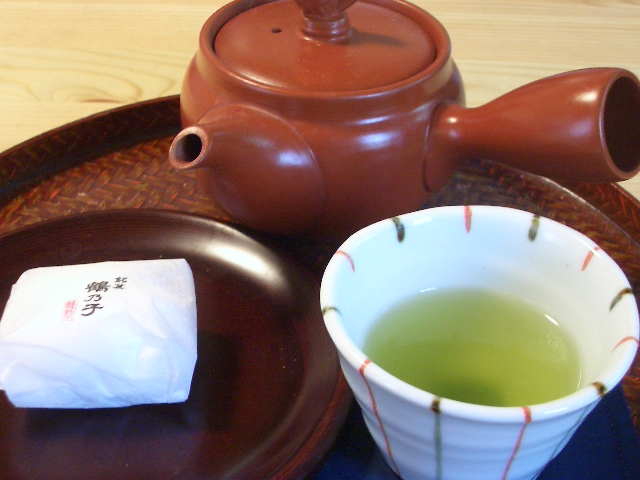
Gyokuro, en annan variant av japansk tekultur.
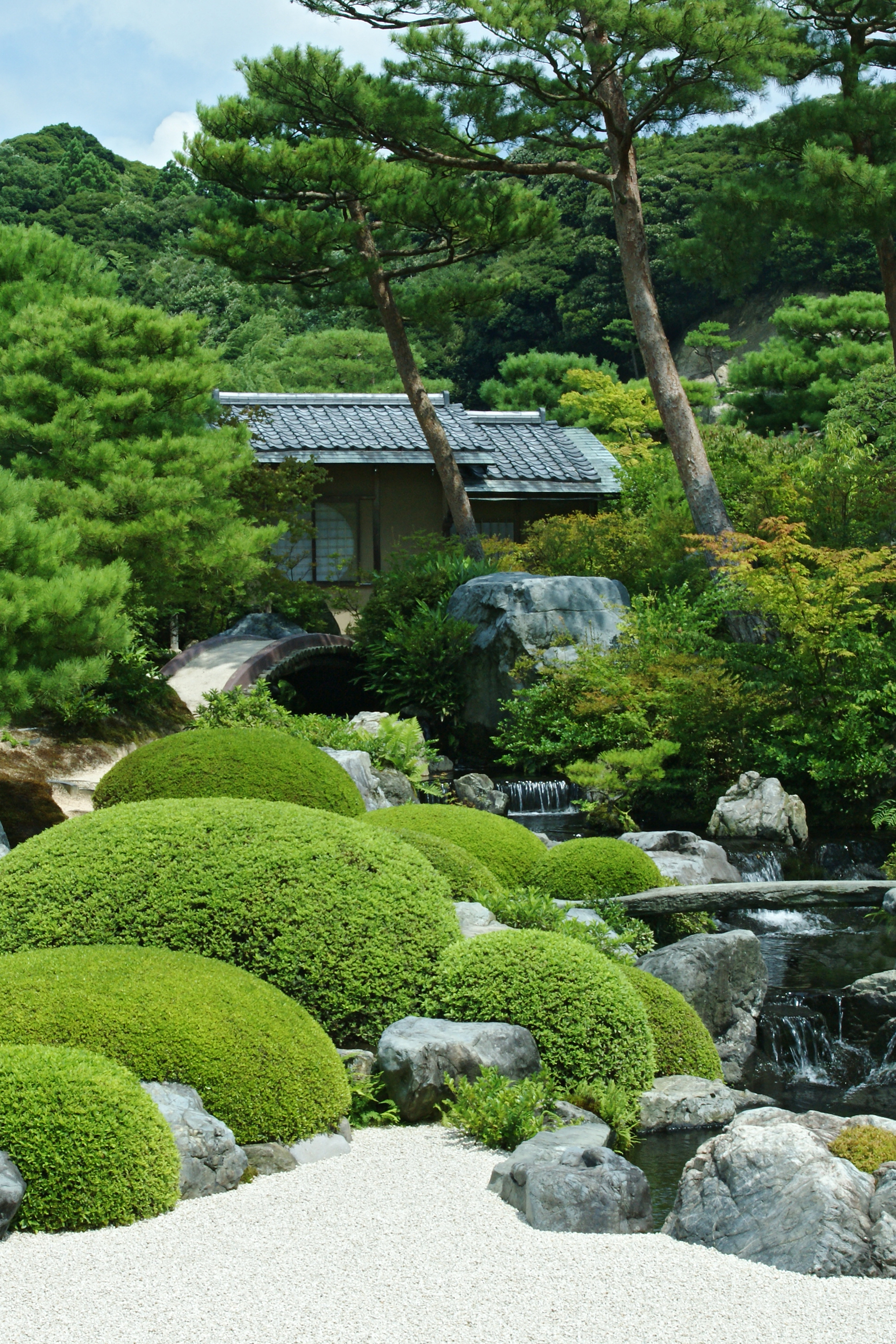
En te-trädgård.
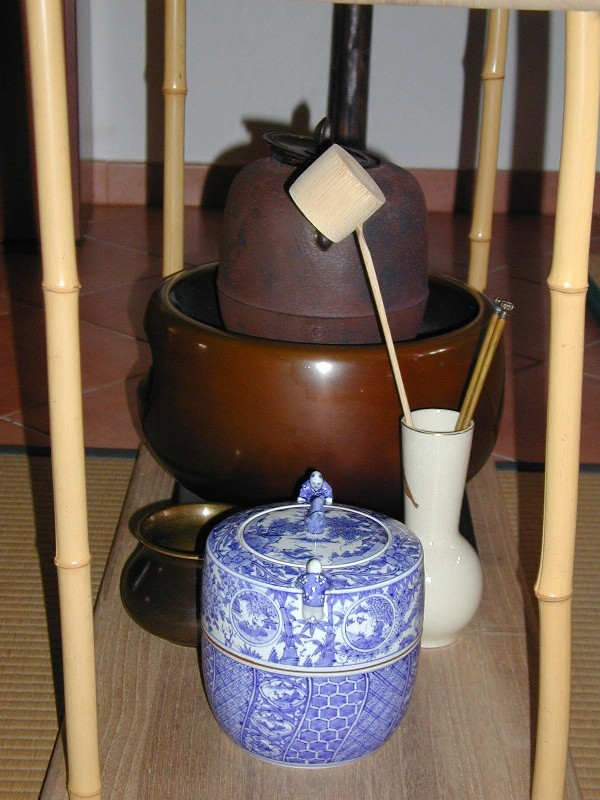
Teceremoni redskap.
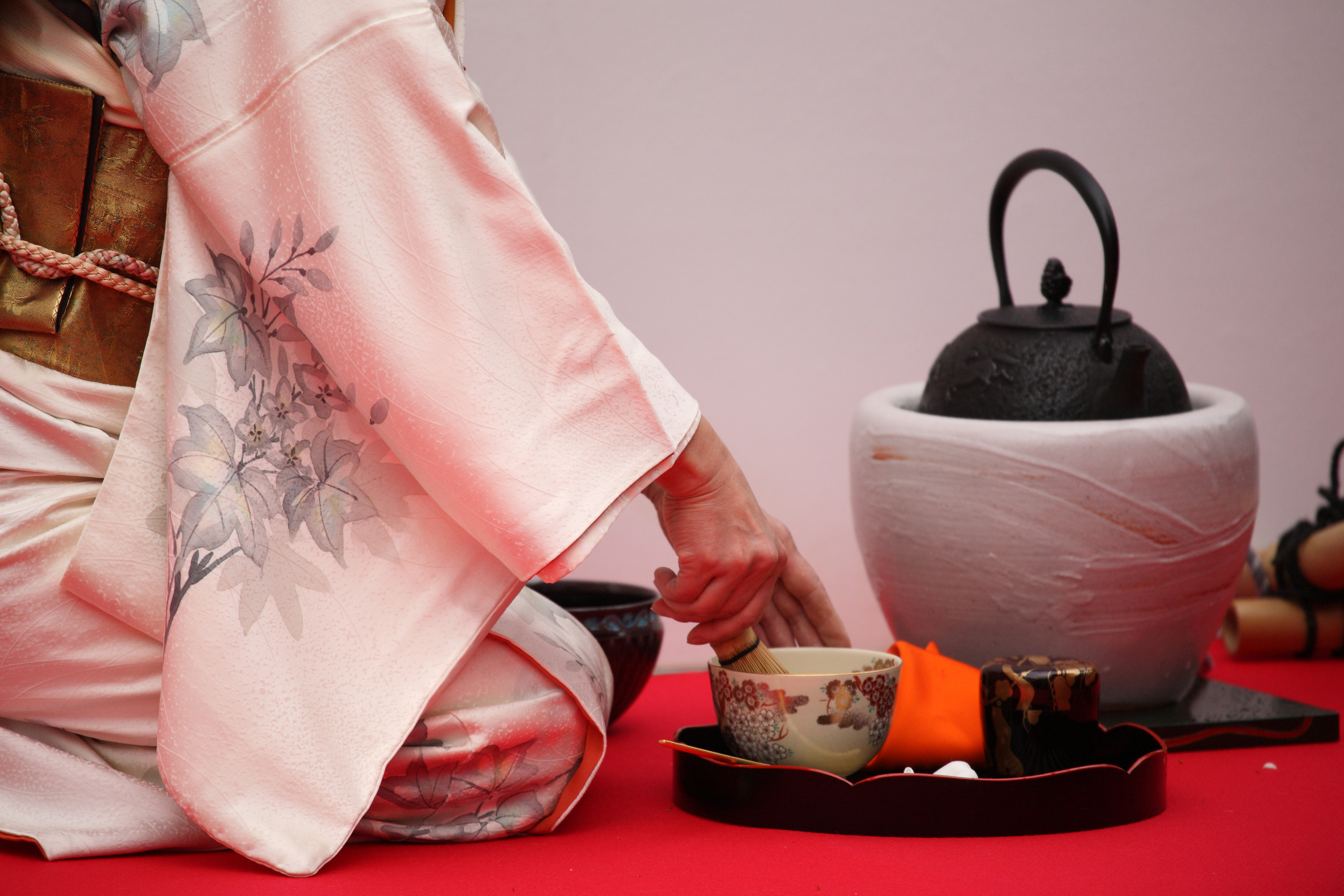
Deltagarna är oftast klädda traditionell kimono.